# Liquido di spin quantistico
In fisica della materia condensata, il liquido di spin quantistico è uno stato che si forma in un sistema di spin quantistici interagenti fra loro. Lo stato fa riferimento a "liquido" per lo stato disordinato in cui si trova rispetto allo stato di spin ferromagnetico, simile all'acqua liquida comparata alla sua forma ghiacciata, lo stato cristallino. A differenza di altri stati disordinati, il liquido di spin quantistico conserva il proprio disordine a temperatura vicine allo zero assoluto. Questo stato della materia è correlato al concetto di frazionalizzazione degli elettroni e all'emergere di particelle con caratteristiche di fermioni di Majorana.
Lo stato fu teorizzato dal fisico Philip Anderson nel 1973 per un sistema di spin in un reticolo triangolare che interagisce con i vicini tramite interazioni anti-ferromagnetiche. La teoria acquisì interesse quando nel 1987 fu usato lo stato per interpretare la superconduttività ad alte temperature.

## Esperimenti
Il 6 aprile 2016 viene confermata sulla rivista Nature Materials la prima evidenza sperimentale di questo stato dai fisici del Oak Ridge National Laboratory nel cloruro di rutenio in forma bidimensionale.